# Роваам
Роваам (Рывеем Восточный) — река на севере Дальнего Востока России, на острове Айон, протекает по территории Чаунского района Чукотского автономного округа. Длина реки — 40 км.
Название в переводе с чук. Ръывээм — «глинистая река».
Берёт исток в озере Рывеемгытгын на высоте 24 м нум. Течёт в основном на восток через северо-восточную часть острова и впадает в Восточно-Сибирское море. Крупный правый приток — Тихая.

## Данные водного реестра
По данным государственного водного реестра России относится к Анадыро-Колымскому бассейновому округу.